# Epikondylus

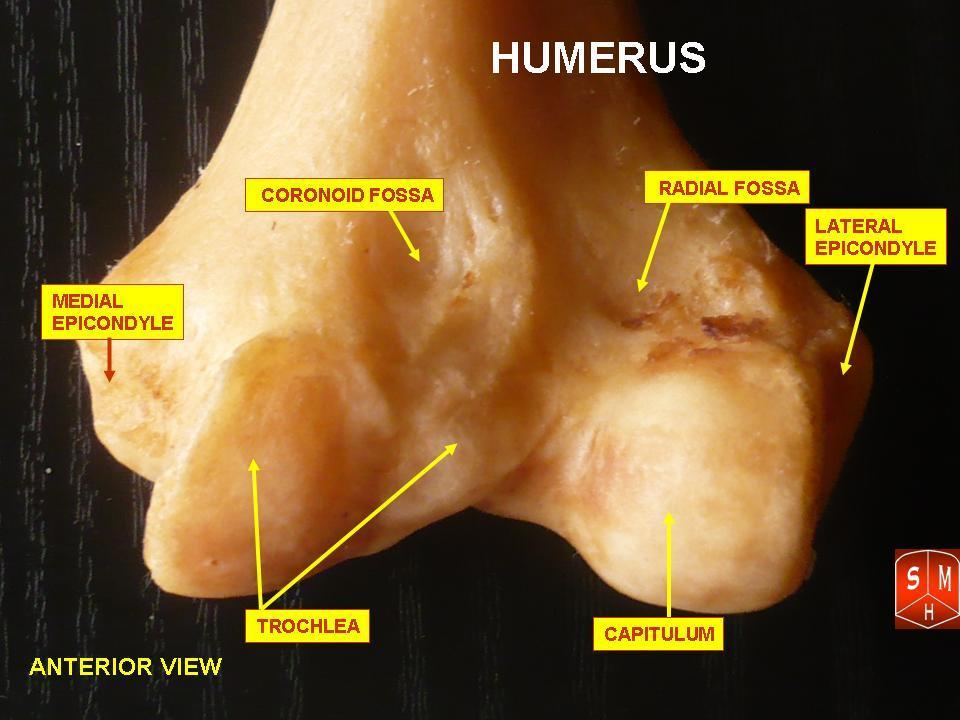
Unteres Ende eines Oberarmknochens mit Epikondylen

Epikondylus (von altgr. ἐπί epi ‚bei‘ und κόνδυλος kondylos ‚Knorren‘, ‚Knolle‘) oder latinisiert Epicondylus  ist in der Anatomie ein Knochenvorsprung, der sich in der unmittelbaren Nähe einer Gelenkwalze (Condylus) befindet. Epicondylen dienen als Ursprung und Ansatz von Muskeln. Sowohl das untere Ende des Oberarmknochens als auch des Oberschenkelknochens tragen jeweils innenseitig einen Epicondylus medialis und außenseitig einen Epicondylus lateralis.
Eine Entzündung dieser Muskelknorren wird als Epicondylitis bezeichnet.